# Pagode Xá Lợi
La pagode Xá Lợi (en vietnamien : Chùa Xá Lợi ; chữ Hán : 舍 利 寺) est la plus grande pagode de Hô Chi Minh-Ville, au Viêt Nam.    
Construite en 1956, elle était le siège du bouddhisme au Sud Viêt Nam. La pagode est située dans le 3e arrondissement d'Hô Chi Minh-Ville, et est établie sur un terrain de 2 500 mètres carrés. Le nom Xá Lợi est la traduction vietnamienne de śarīra, terme utilisé pour désigner les reliques de bouddhistes. 
La pagode est surtout connue pour les raids dans lesquels les forces spéciales de l'armée de la République du Vietnam fidèles à Ngô Ðình Nhu, frère du président catholique romain Ngô Đình Diệm, ont attaqué et vandalisé des monastères et des pagodes bouddhistes le 21 août 1963. 

## Histoire

### Construction
La construction a commencé le 5 août 1956, selon les plans des architectes Trần Văn Đường et Đỗ Bá Vinh, tandis que les ingénieurs étaient Dư Ngọc Ánh et Hồ Tố Thuận. La pagode a été ouverte le 2 mai 1958 par le très vénérable Thich Khanh Anh. La pagode a été construite pour consacrer des reliques de Gautama Bouddha, en lui donnant son nom.

### Tour-clocher

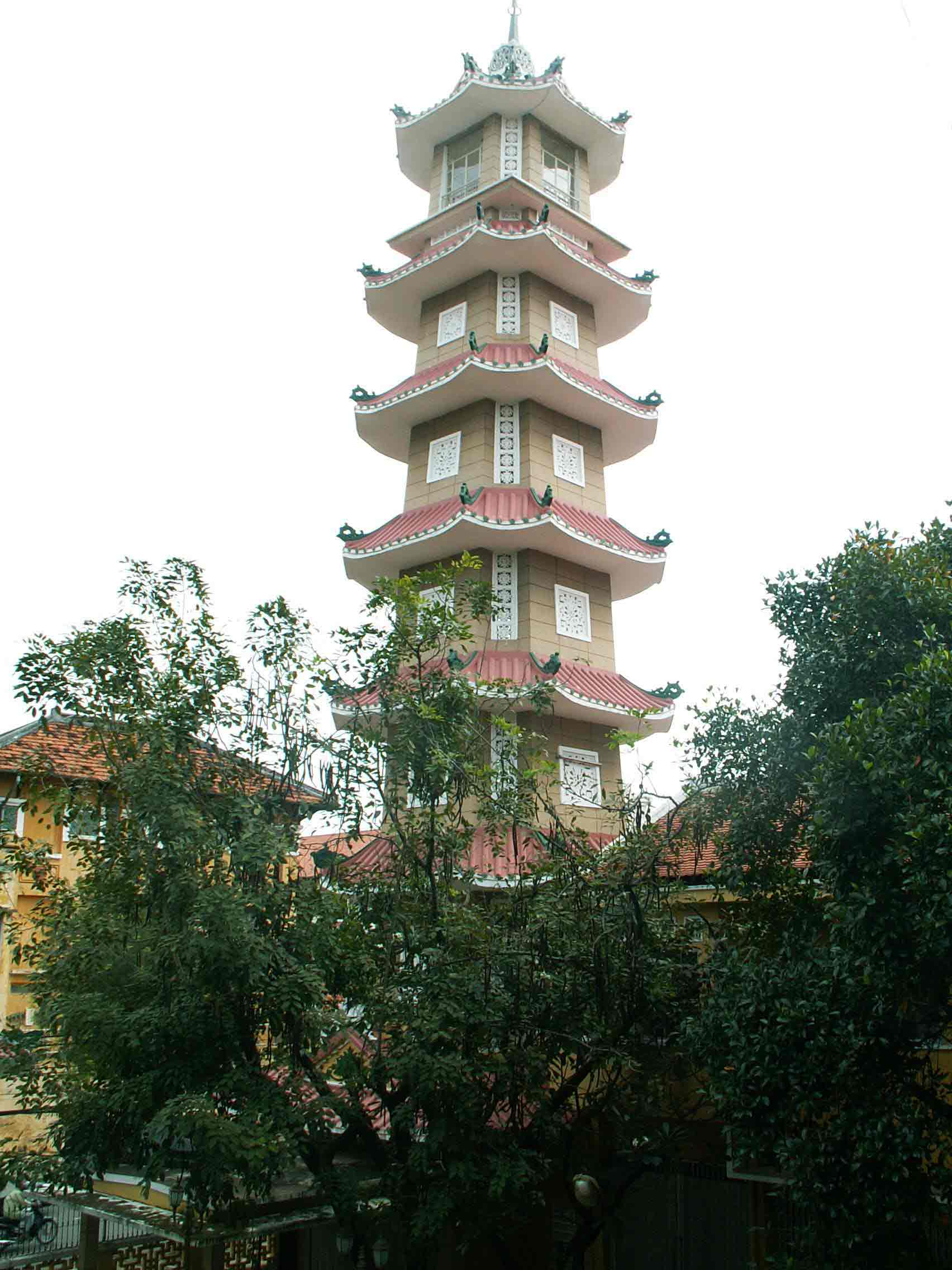
La tour-clocher de la pagode Xá Lợi est visible de la rue.

La tour-clocher de la pagode Xá Lợi a été inaugurée en 1961. La tour s'élève à une hauteur de 32 m, compte sept étages et est le plus haut clocher du Viêt Nam. Au plus haut niveau, une cloche de deux tonnes a été fondue sur le modèle de la cloche de la pagode Thiên Mụ à Hué. 

## Sources
- (en) Ellen J. Hammer, A Death in November : America in Vietnam, New York/Oxford, E. P. Dutton, 1987, 373 p. (ISBN 0-525-24210-4)
- (en) Seth Jacobs, Cold War Mandarin : Ngo Dinh Diem and the Origins of America's War in Vietnam, 1950–1963, Lanham (Md.), Rowman & Littlefield, 2006, 206 p. (ISBN 0-7425-4447-8)
- (en) Howard Jones, Death of a Generation : how the assassinations of Diem and JFK prolonged the Vietnam War, Oxford, Oxford University Press, 2003, 562 p. (ISBN 0-19-505286-2)